# Tots els colors del món estan entre el blanc i el negre
Tots els colors del món estan entre el blanc i el negre (títol original en anglès, All the Colours of the World Are Between Black and White) és una pel·lícula de drama romàntic nigerià del 2023 escrita i dirigida per Babatunde Apalowo en el seu debut com a director. La pel·lícula és protagonitzada per Tope Tedela, Riyo David, Martha Ehinome Orhiere i Uchechika Elumelu. La pel·lícula segueix dos homes, en Bambino i en Bawa, que es troben a Lagos durant un concurs de fotografia i es fan amics. Explorant la ciutat, desenvolupen una forta connexió entre ells. Però, a causa de les normes socials sobre l'homosexualitat, els és incòmode expressar afecte. S'ha subtitulat al català.
Es va projectar a la secció Panorama del 73è Festival Internacional de Cinema de Berlín, on es va estrenar mundialment el 17 de febrer de 2023 i va guanyar el premi Teddy al millor llargmetratge de temàtica LGBTQ.

## Repartiment
- Tope Tedela com a Bambino
- Riyo David com a Bawa
- Martha Ehinome Orhiere com a Ifeyinwa
- Uchechika Elumelu com la mare
- Floyd Anekwe com a cap

## Desenvolupament
La pel·lícula està escrita i dirigida per Babatunde Apalowo en el seu debut com a director. Apalowo va conceptualitzar inicialment la pel·lícula com un homenatge a la ciutat de Lagos, on està ambientada la pel·lícula. El director considera que Lagos és un personatge de la pel·lícula que influeix en les accions dels altres personatges. Va afirmar: "Lagos és una ciutat plena de vida i energia, però també pot ser perillosa i impredictible". Mentre estudiava a la universitat, un amic del director va ser, davant seu, linxat per una turba per la seva orientació sexual, fet que el va motivar a gravar una pel·lícula de temàtica LGBT. La pel·lícula està produïda per Damilola Orimogunje.
Apalowo va assegurar que el principal repte durant la producció va ser trobar el repartiment adequat. Molts actors masculins de Nollywood van rebutjar els papers principals per por dels efectes que això podria tenir en la seva carrera a causa de la situació perillosa de les persones LGBT a Nigèria. El repartiment principal va ser format per Tope Tedela i Riyo David, mentre que Martha Ehinome Orhiere, Uchechika Elumelu i Floyd Anekwe van ser elegits per interpretar papers secundaris.

## Anàlisi
En una declaració sobre els temes i la rellevància del film, Apalowo va afirmar: "El tema principal de la pel·lícula és l'amor, ja que és una història d'amor entre dues persones, malgrat la seva identitat sexual. La pel·lícula és una reflexió sobre l'amor, la identitat, l'acceptació i les complexitats de navegar per la vida com a foraster en una societat que sovint rebutja els que són diferents".
Visualment, la pel·lícula se centra en plans de les cares dels tres personatges principals Bambino, Bawa i Ifeyinwa. Apalowo volia crear una sensació d'intimitat entre els personatges i el públic, de manera que el públic es pogués relacionar millor amb ells. La fotografia té plans gairebé només a escala de l'ull humà per evocar realisme.

## Estrena
Tots els colors del món estan entre el blanc i el negre es va estrenar el 17 de febrer de 2023 en el marc del 73è Festival Internacional de Cinema de Berlín, concretament a Panorama. Michael Stütz, director de la secció, va citar especialment el concepte visual de la pel·lícula així com la rellevància política de la pel·lícula com a motius per incloure-l'hi.
El 14 de febrer de 2023 es va informar que Coccinelle Film Sales, amb seu a Itàlia, havia adquirit els drets mundials de la pel·lícula.